# Initiative populaire « Protection contre le tabagisme passif »
L'initiative populaire « Protection contre le tabagisme passif » est une initiative populaire suisse, rejetée par le peuple et les cantons le 23 septembre 2012.

## Contenu
L'initiative propose d'ajouter un article 118a à la Constitution fédérale spécifiant les modalités de lutte contre le tabagisme passif, en particulier l'interdiction de fumer dans tous les lieux fermés de travail, ainsi que dans tous les lieux fermés accessibles au public ou encore les transports publics.
Le texte complet de l'initiative peut être consulté sur le site de la Chancellerie fédérale.

## Déroulement

### Contexte historique
Le 3 octobre 2008, la loi fédérale sur la protection contre le tabagisme passif est entrée en vigueur à la suite de plusieurs demandes déposées au niveau fédéral sur une dizaine d'années ; cette loi est entrée en vigueur le 1er mai 2010 et prévoit une interdiction de fumer « dans les espaces fermés accessibles au public ou qui servent de lieu de travail à plusieurs personnes », tout en laissant aux cantons la possibilité d'adopter une législation plus stricte dans ce domaine. Cette possibilité a été mise en application dans huit cantons (dont tous les romands à l'exception du canton du Jura qui ont prononcé une interdiction supplémentaire de fumer dans les restaurants et limitent le service dans les fumoirs.
Quelques mois seulement après l'entrée en vigueur de cette loi fédérale, les initiants déposent cette nouvelle proposition qui vise à supprimer « la confusion [qui] règne au niveau cantonal » en proposant une réglementation unique s'appliquant à tous les cantons et à tous les types d'établissements publics.

### Récolte des signatures et dépôt de l'initiative
La récolte des 100 000 signatures nécessaires a débuté le 19 mai 2009. Le 18 mai 2010, l'initiative a été déposée à la chancellerie fédérale qui l'a déclarée valide le 8 juin.

### Discussions et recommandations des autorités
Tant le Conseil fédéral que le parlement recommandent le rejet de cette initiative. Dans son message aux Chambres fédérales, le Conseil fédéral juge la législation actuelle suffisante, ayant permis de renforcer la lutte contre le tabagisme passif. Il suggère également d'attendre quelques années avant de modifier à nouveau cette loi afin d'en « tirer d'abord les enseignements de la pratique ».
Les recommandations de vote des partis politiques sont les suivantes : 
| Parti politique              | Recommandation  |
| ---------------------------- | --------------- |
| Parti bourgeois-démocratique | non             |
| Parti chrétien-social        | liberté de vote |
| Parti démocrate-chrétien     | non             |
| Parti socialiste             | oui             |
| Vert'libéraux                | non             |
| Les Libéraux-Radicaux        | non             |
| Union démocratique du centre | non             |
| Les Verts                    | oui             |

### Votation
Soumise à la votation le 23 septembre 2012, l'initiative est rejetée par la totalité des cantons à l'exception de celui de Genève et par 66 % des suffrages exprimés. Le tableau ci-dessous détaille les résultats par canton pour ce vote :